# Black Widow (Lied)
Black Widow ist ein Trap-Song der australischen Rapperin Iggy Azalea in Zusammenarbeit mit der britischen Sängerin Rita Ora. Das Stück wurde im Juli 2014 veröffentlicht und ist Azaleas fünfte Singleauskopplung aus ihrem Album The New Classic.
Der Song erreichte Platz 3 der US-amerikanischen Billboard Hot 100 sowie Platz 4 der britischen Singlecharts. Für über vier Millionen verkaufte Exemplare wurde Black Widow von der Recording Industry Association of America mit 4-fach Platin ausgezeichnet.

## Hintergrund
Ursprünglich war Black Widow von Katy Perry für ihr viertes Studioalbum Prism geschrieben worden, wurde jedoch nicht rechtzeitig zur Veröffentlichung des Albums fertig. Perry plante ein Duett mit Azalea, fand jedoch keine Zeit zur Aufnahme und Produktion des Songs und gab ihn schließlich Azalea, die sich mit Rita Ora eine neue Partnerin suchte. Die endgültige Version von Black Widow wurde von Azalea, Perry, Sarah Hudson, Benny Blanco sowie dem Produzententeam Stargate geschrieben, letztere waren ebenfalls für die Produktion verantwortlich.
Black Widow wurde am 8. Juli 2014 in den Vereinigten Staaten als fünfte Singleauskopplung von Azaleas Debütalbum The New Classic veröffentlicht. Seit dem 17. April 2014 existierte bereits ein Leak des Songs im Internet.

## Musikalisches
Black Widow ist ein Trap-Song mit einer Länge von 3:29 Minuten. Oras und Azaleas Stimmen basieren auf einer Call-and-Response-Struktur, die sich durch den kompletten Song zieht. Black Widow ist in e-Moll geschrieben, Rita Oras Stimmumfang reicht von E4 bist C5. Der im Viervierteltakt komponierte Song hat ein moderates Tempo von 84 Schlägen pro Minute. Das Stück handelt von einer gescheiterten romantischen Beziehung, Rache und Feminismus.

## Kritik

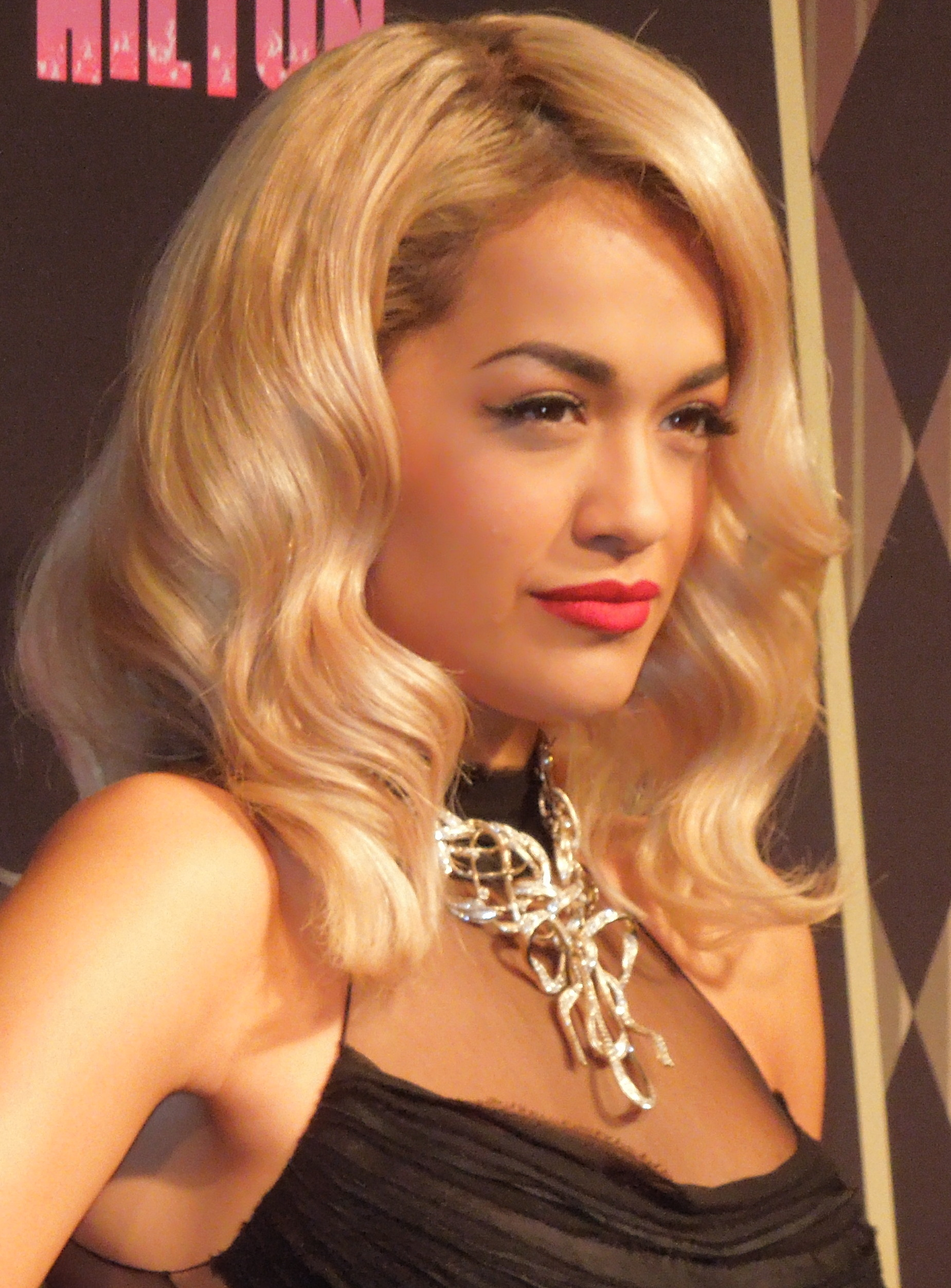
Rita Ora wurde für ihre Gesangseinlage gelobt.

Black Widow wurde von den Kritikern gemischt aufgenommen. David Maurer von Laut.de lobte den sicheren Gesang von Rita Ora. Marcus Floyd von Renowned for Sound sieht in dem Song erneut einen Hit und lobte ebenfalls Oras Gesangseinlage: „Rita Ora ist eine der besten Sängerinnen, die Iggy Azalea für diesen Song bekommen konnte“. Lauren Valenti, Journalist bei Marie Claire, hält den Song für „Wahnsinn“ und „nichts geringeres als brillant“. Das Magazin Rap-Up nannte Azalea und Ora ein „tödliches Duo“.
Negative Kritik erhielt Black Widow unter anderem von Alexandra Pollard, welche die Ähnlichkeiten zu Katy Perrys Song Dark Horse kritisierte. Alfred Soto von der Zeitschrift Spin kritisierte Stargates Beteiligung an dem Song und schrieb, dass die Hookline Ähnlichkeiten mit Hate That I Love You, eine vorherige Produktion des Produzententeams Stargate, habe.

## Kommerzieller Erfolg

### Chartplatzierungen
Black Widow stieg am 10. Juli 2014 in die US-amerikanischen Billboard Hot 100 ein und konnte erstmals am 17. August 2014 die Top 10 in diesen Charts erreichen. Der Song wurde somit Azaleas dritter Top-10-Erfolg in den Vereinigten Staaten. Als höchste Position konnte Black Widow Platz drei erreichen und wurde bisher über vier Millionen Mal verkauft, wodurch der Song mit Vierfachplatin ausgezeichnet wurde. In den britischen Singlecharts erreichte der Song als höchste Position Rang vier, der bis dahin Azaleas beste Platzierung in diesen Charts darstellte. In Azaleas Heimatland Australien erreichte der Song Platz 15 und wurde dort ebenfalls mit einer Platin-Schallplatte ausgezeichnet.
In den deutschen Singlecharts konnte der Song bis auf Platz 39 vorstoßen. Auch in Österreich mit Platz 25 und in der Schweiz mit Platz 28 erreichte die Single nicht die Top 20. Weitere Top-10-Platzierungen gelangen unter anderem in Finnland und Frankreich.
| ChartsChartplatzierungen       | Höchstplatzierung | Wochen |
| ------------------------------ | ----------------- | ------ |
| Australien (ARIA)              | 15 (17 Wo.)       | 17     |
| Deutschland (GfK)              | 39 (24 Wo.)       | 24     |
| Neuseeland (RMNZ)              | 11 (17 Wo.)       | 17     |
| Österreich (Ö3)                | 25 (23 Wo.)       | 23     |
| Schweiz (IFPI)                 | 28 (22 Wo.)       | 22     |
| Vereinigte Staaten (Billboard) | 3 (30 Wo.)        | 30     |
| Vereinigtes Königreich (OCC)   | 4 (27 Wo.)        | 27     |

| ChartsJahrescharts (2014)      | Platzierung |
| ------------------------------ | ----------- |
| Australien (ARIA)              | 70          |
| Vereinigte Staaten (Billboard) | 26          |
| Vereinigtes Königreich (OCC)   | 47          |

### Auszeichnungen für Musikverkäufe
| Land/Region                  | Auszeichnungen für Musikverkäufe (Land/Region, Auszeichnung, Verkäufe) | Verkäufe  |
| ---------------------------- | ---------------------------------------------------------------------- | --------- |
| Australien (ARIA)            | Platin                                                                 | 70.000    |
| Brasilien (PMB)              | 3× Platin                                                              | 180.000   |
| Deutschland (BVMI)           | Gold                                                                   | 200.000   |
| Frankreich (SNEP)            | —                                                                      | 27.500    |
| Italien (FIMI)               | Platin                                                                 | 50.000    |
| Kanada (MC)                  | 2× Platin                                                              | 160.000   |
| Neuseeland (RMNZ)            | Platin                                                                 | 15.000    |
| Norwegen (IFPI)              | 2× Platin                                                              | 120.000   |
| Schweden (IFPI)              | 2× Platin                                                              | 80.000    |
| Spanien (Promusicae)         | Gold                                                                   | 20.000    |
| Vereinigte Staaten (RIAA)    | 5× Platin                                                              | 5.000.000 |
| Vereinigtes Königreich (BPI) | Platin                                                                 | 600.000   |
| Insgesamt                    | 2× Gold · 18× Platin ·                                                 | 6.522.500 |

Hauptartikel: Iggy Azalea/Auszeichnungen für Musikverkäufe

## Musikvideo
Das Musikvideo von Black Widow stellt eine Hommage an Quentin Tarantinos Actionfilm Kill Bill dar. Azalea und Ora tragen einen Catsuit mit einer stilisierten Schwarzen Witwe auf dem Rücken. Sie symbolisieren eine Femme fatale, die auf Rache aus ist. Beide bekämpfen in dem Video Michael Madsen, der in Kill Bill – Volume 2 mitgespielt hatte. Bei den MTV Europe Music Awards 2014 wurde Black Widow in der Kategorie Bestes Video nominiert.